# Angelo Spinillo
Angelo Spinillo (ur. 3 maja 1951 w Sant'Arsenio) – włoski duchowny katolicki, biskup Aversy od 2011.

## Życiorys
Ukończył studia filozoficzno-teologiczne w seminarium w Neapolu jako seminarzysta diecezji Diecezja Teggiano-Policastro. Ponadto uzyskał tytuł licencjata z teologii pastoralnej na Papieskim Wydziale Teologicznym Południowych Włoch.
Święcenia kapłańskie otrzymał 15 lipca 1978. Oprócz wykonywania pracy duszpasterskiej w parafiach diecezji pełnił funkcję asystenta diecezjalnego Akcji Katolickiej - początkowo działał w sekcji dziecięcej (1982-1989), potem młodzieżowej (1989-1995), a w latach 1995-2000 jako asystent generalny.

### Episkopat
18 marca 2000 papież Jan Paweł II mianował go ordynariuszem diecezji Teggiano-Policastro. Sakry biskupiej udzielił mu 13 maja 2000 kard. Michele Giordano.
15 stycznia 2011 został ordynariuszem diecezji Aversa. W latach 2012-2017 pełnił funkcję wiceprzewodniczącego Konferencji Episkopatu Włoch.